# Tropaión

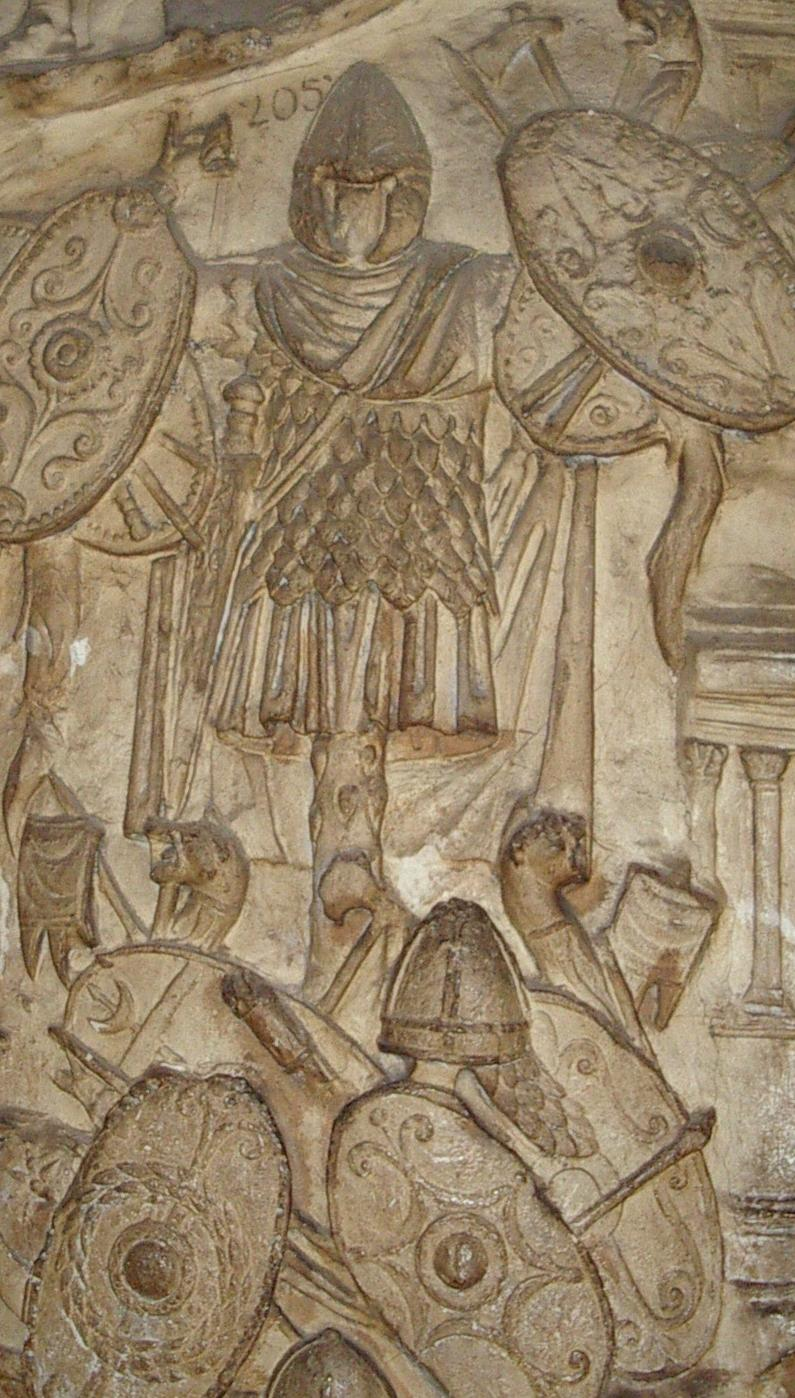
Un tropaeum romano de las Guerras Dacias (Columna de Trajano 113 d. C.), puede verse el tronco del árbol con ramas en forma de brazos y la armadura y las armas apiladas en su base.

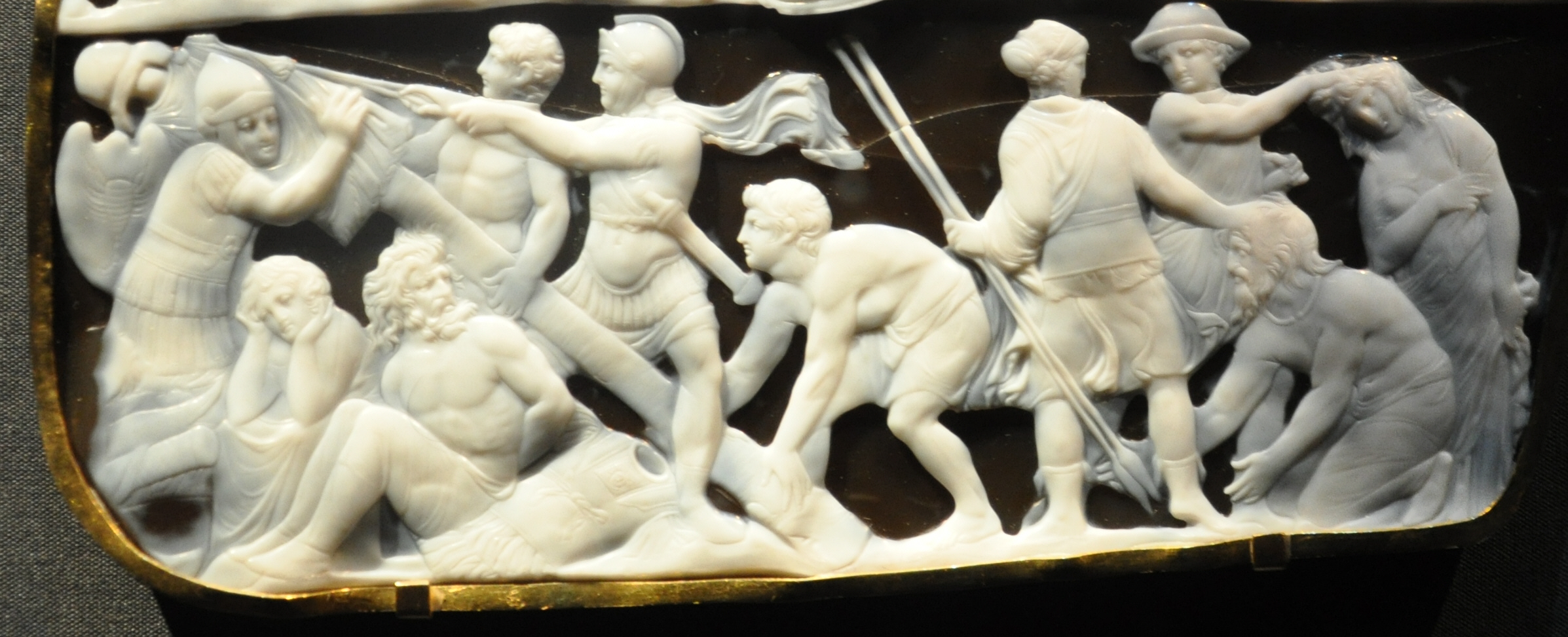
Un tropaeum romano en proceso de erección en presencia de hombres y mujeres cautivos, detalle de la Gemma Augustea, hacia 20-30 d. C.

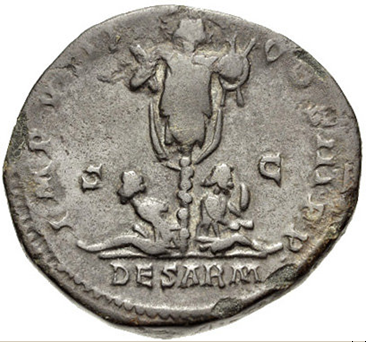
Un tropaeum romano completamente erigido con cautivos sármatas sentados con grilletes y adornos (la mujer de la derecha con la cabeza apoyada en la mano, tal vez representando a la "Sarmatia" derrotada) atada a la base, Dupondio del reinado del emperador Marco Aurelio, 161 d. C. 180

Un tropaión (en griego: τρόπαιον, en latín: tropaeum ), de la que se deriva la palabra "trofeo", era un monumento erigido por los antiguos griegos para conmemorar una victoria sobre los enemigos y, más tarde esta costumbre fue adoptada por los romanos . La armadura del enemigo derrotado se colgaba arriba del monumento. La ubicación del tropaión solía ser en el campo de batalla donde se produjo la victoria que se comemoraba. Al comienzo, el monumento más común era aquel que se construía a partir de un árbol vivo con ramas laterales, o se construía en forma de uno. Luego de su construcción, el tropaion era consagrado a una deidad en agradecimiento por la victoria. Varias imágenes de tropaión muestran grandes cantidades tanto de armas como de escudos apilados debajo de la armadura izada sobre el monumento. En épocas posteriores, se podrían usar pares de lanzas, estandartes o estacas colocadas en forma de cruz en lugar del formato de árbol.

## Grecia
En las ciudades-estado griegas del período arcaico, se establecía un tropaion dentro del campo de batalla, generalmente en el sitio del "punto de inflexión" (del griego tropê) en el cual la falange del enemigo derrotado se rompió y retrocedió. El monumento se vestiría con la panoplia hoplita típica de la época, incluyendo (en diferentes momentos), un casco, una coraza (ya sea de bronce o de lino), y una serie de escudos, etc., se apilarían alrededor de la base. Este monumento permanecería en el campo de batalla hasta las campañas posteriores (debido a que las batallas a menudo eran disputadas en las mismas pocas llanuras en medio de las numerosas montañas de Grecia), para luego ser reemplazado por un nuevo tropaión.

La significación del monumento era una notificación ritual de la "victoria" hacia los enemigos derrotados. Dado que la guerra en la Grecia Antigua era mayoritariamente parte un asunto ritual en la era arcaica de los hoplitas, el monumento se utilizó para reforzar el capital simbólico de la victoria en la comunidad griega.
Otra interpretación acerca del significado del tropaión es que este era un monumento dedicado a la matanza del enemigo. Se encuentran pasajes clave que describen la construcción del tropaión como la última etapa de la batalla, después de la derrota crítica y la persecución del enemigo. Un pasaje central de Tucídides sugiere que el tropaión se creó para celebrar al enemigo muerto en la batalla.

Fuentes antiguas atestiguan la gran importancia que las primeras ciudades griegas le daban a símbolos y rituales vinculados a la guerra y a la batalla, por ejemplo, la historia en Heródoto 1, que involucra los huesos de Orestes que excede en gran medida las propiedades rituales y las prácticas que "garantizaban" la victoria espartana. Esto muestra el mismo nivel de interés en objetos y símbolos del poder que se relacionan con el éxito o el fracaso militar. 

## Roma
En la Antigua Roma los tropaeum no eran construidos en el campo de batalla, sino que eran exhibidos de manera prominente en la ciudad de Roma. Durante los últimos años de la República, los romanos estaban menos preocupados por impresionar a las potencias extranjeras y a los rivales militares que por utilizar el éxito militar para promover sus propias carreras políticas . Un tropaeum exhibido en el campo de batalla probablemente no ganaría votos, pero uno que fuera exhibido en la ciudad para anunciar un triunfo podría impresionar a los ciudadanos durante elecciones posteriores y así atraer votos. La exhibición en el campo de batalla tampoco fue popular entre los nobles competitivos.
La eficacia simbólica del tropaeum se volvió tan reconocida que, en siglos posteriores, los romanos prefirieron exhibir relieves esculpidos de ellos mismos a modo de registro permanente de sus victorias en lugar la corta duración de uno construido de la manera tradicional (ver imagen y Tropaeum Traiani ) .

## Galería

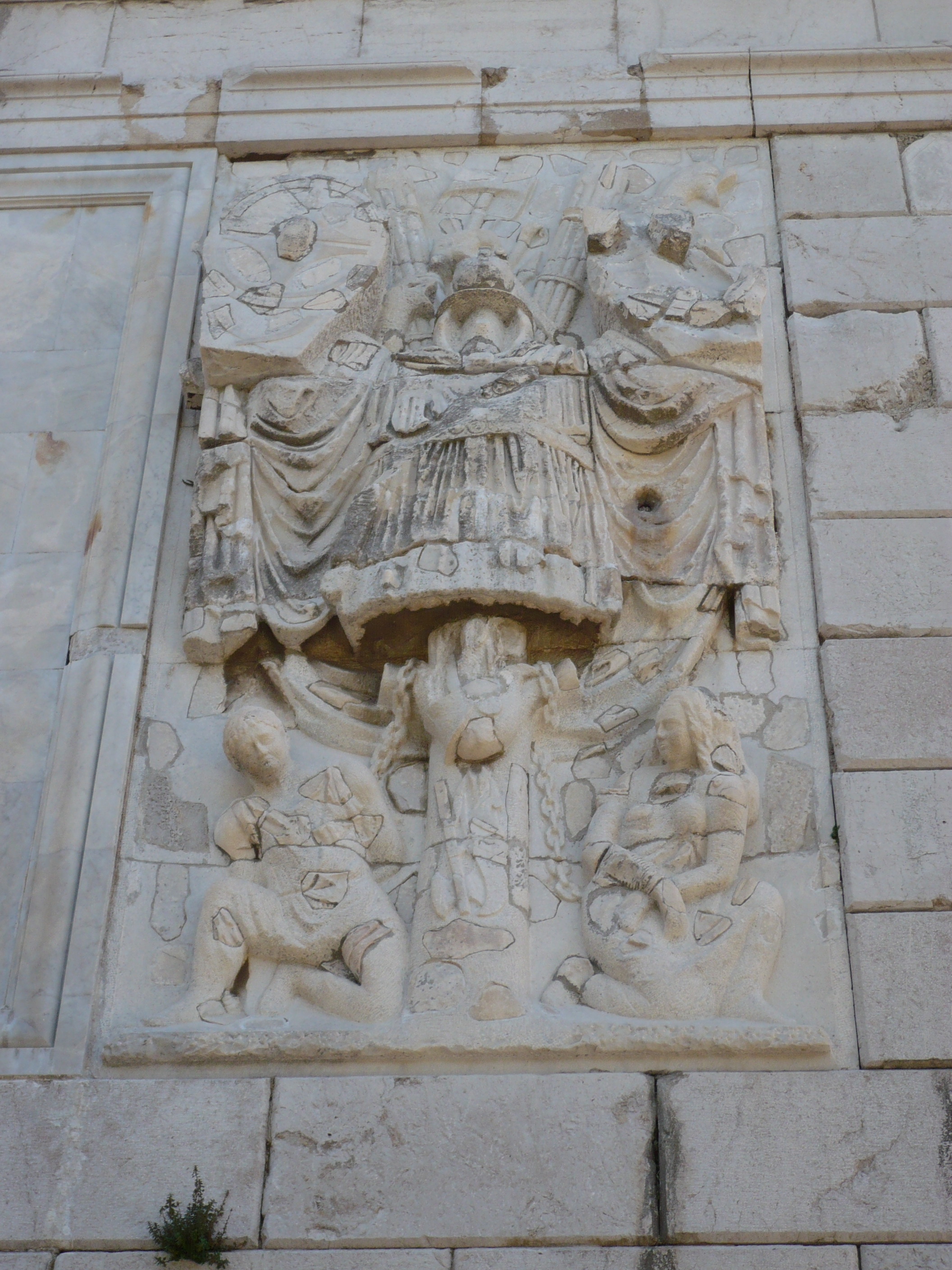
Escena en el Tropaeum Alpium con el macho a la izquierda y la hembra a la derecha
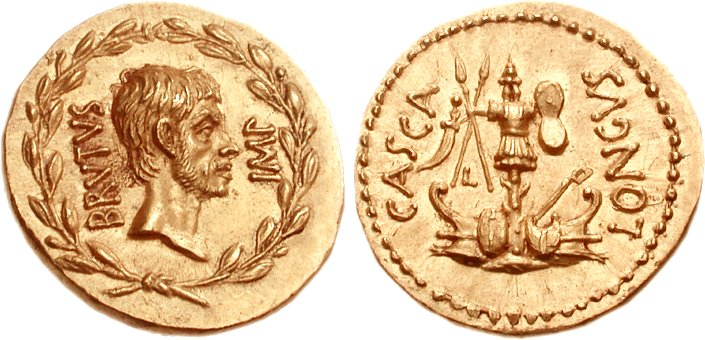
Un tropaeum sobre un árbol en esta moneda romana del 42 a. C. que combina imágenes navales. Dedicada a Brutus
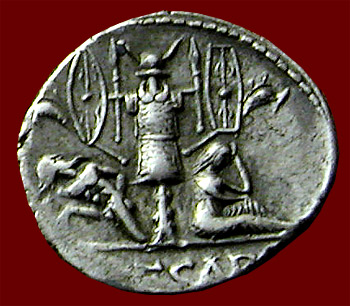
Tropaeum en una moneda romana del 46-45 a. C. con macho a la izquierda y hembra a la derecha
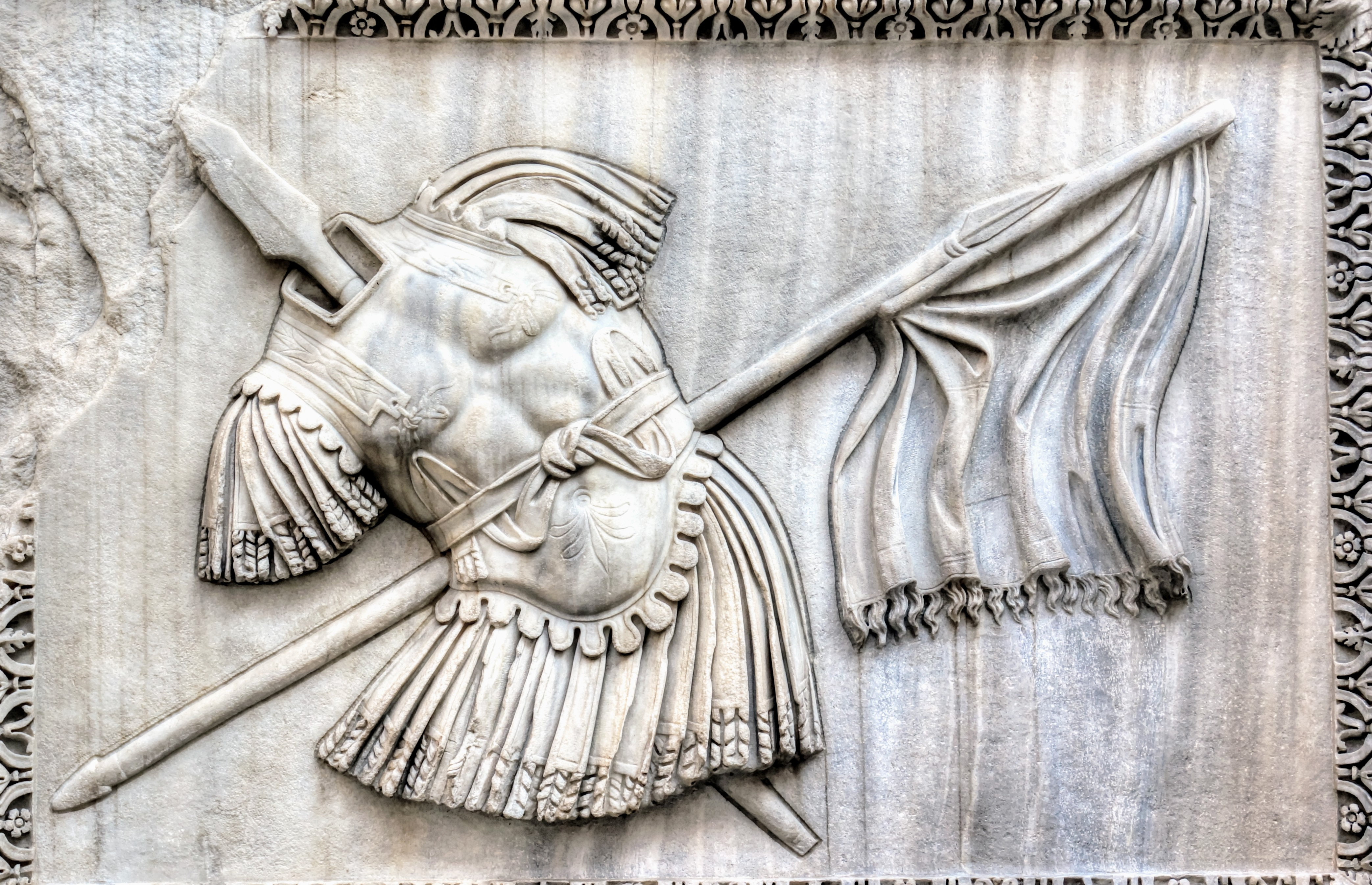
Un tropaeum romano exhibido en lanzas cruzadas dentro del patio de Musei Capitolini